# MAKI VI
MAKI VI（マキ　シックス）は、1974年12月20日に発表された浅川マキの2作目（通算6枚目）のライブ・アルバムである。1974年12月20日に東芝EMI - エキスプレス・レーベル（現：ユニバーサルミュージック合同会社内のEMIレコーズ・ジャパンレーベル）より発売された。

## 解説
- 前作『裏窓』から約1年振りのアルバムで、当時の告知には緊急発売と記載されていた。1974年初頭の東芝EMI-エキスプレスレコードのチラシには同年6月にアルバム発売予定との記載があったが発売されず、12月に本アルバムが発売となった。
- 今作では山下洋輔トリオ、稲葉国光等のジャズミュージシャン達が参加している。
- ライヴ・アルバムであるが、オリジナル・レコード盤に録音場所やライブ録音との記載はなく、浅川自身のオフィシャル・ページ（現在なし）、及び山下洋輔のオフィシャルページに記載があるのみである。また4年後に発売されたライヴ・アルバム「浅川マキ・ライヴ・夜」（1978年）のインナーにて浅川本人が「完全なライヴレコードは七年ぶり」[2]と記していることから、このアルバムの録音が完全なライブ音源なのか不明である。
- このライヴの一部はラジオにて放送された。なおラジオでは本アルバム未収録である「Left Alone（英語版）」（この曲は浅川マキの初期レパートリーであり正式音源は未発売）、「奇妙な果実 STRANGE FRUIT」（『ブルー・スピリット・ブルース』収録）のライヴ音源2曲も放送された。
- 2011年1月に、1970年代のアルバム10作、6月に本作を含む1980年代のアルバム14作がデジタルリマスタリングされた音源に、オリジナルLP盤の歌詞（歌詩）カード（一部の作品に例外、及び色や紙質などの差異あり）、レコードレーベルを再現した紙ジャケット仕様で復刻（初CD化作品含む）。ただし、帯は紙ジャケットシリーズで新たにデザインされたものに統一され、オリジナルレコード帯は再現されていない。また『WHO'S KNOCKING ON MY DOOR』（1983年）以降はオリジナルレコード盤に元々帯がなく、帯代わりのステッカーが添付されていたが、こちらも再現されていない。

## 収録曲

### Side A
1. わたしの金曜日
  - 作詩[3]：浅川マキ／作曲：山下洋輔
2. 港町
  - 作詩：Langston Hughes／作曲：山下洋輔／日本語詩：斎藤忠利

  - JASRACデータベース上では、作詞：斉藤忠利／作曲：山下洋輔 と登録されている[4]。

※後にアルバム『マイ・マン』にてスタジオ録音される。
3. ジン・ハウス・ブルース
  - 作詩・作曲：Henry Troy-Fletcher Henderson／日本語詩：浅川マキ

※オリジナルはアルバム『MAKI II』収録。
  - JASRACデータベース上では、作詩：Henry Troy-Fletcher Henderson／作曲：Henry Troy と登録されている[4]。
4. キャバレー
  - 作詩：Langston Hughes／作曲：山下洋輔／日本語詩：斎藤忠利

  - JASRACデータベース上では、作詩：斉藤忠利／作曲：山下洋輔 と登録されている[4]。

### Side B
1. あんな女ははじめてのブルース
  - 作詩：Langston Hughes／作曲：山下洋輔／日本語詩：斎藤忠利

  - JASRACデータベース上では、作詩：斉藤忠利／作曲：山下洋輔 と登録されている[4]。
2. 今夜はおしまい
  - 作詩・作曲：浅川マキ

※後にアルバム『マイ・マン』にてスタジオ録音される。
3. 戸を叩くのは、誰
  - 作詩：寺山修司／作曲：浅川マキ
4. ボロと古鉄　RAGS AND OLD IRON
  - 作詩：Oscer Brown Jr.／作曲：N.Cautis-O.Brown Jr.／日本語詩：浅川マキ

  - JASRACデータベース上では、作詩・作曲：OSCAR BROWN JR／作曲：NORMAN CURTIS と登録されている[4]。

## クレジット

### 演奏者
- 浅川マキ - Vocals
- 山下洋輔 - Piano
- 森山威男 - Drums
- 坂田明 - Alto Sax, Clarinet
- 稲葉国光 - Bass

### スタッフ
- 寺本幸司 - Producer
- 柏原卓 - Producer
- 谷古宇広光 - Producer
- 関根ゆき子 - Producer
- 渋谷森久 - Director
- 森知明 - Mixer
- 周東圀夫 - Designer
- 内田巧 - Colatoning
- 瀬村真理 - Recording Manager
- TAKE ONE - Special Thanks

- 音楽工房モス・ファミリイ株式会社 - Produce

## 発売形態
| 形態 | 発売日         | 品番       | 発売元                    | 備考 |
| ---- | -------------- | ---------- | ------------------------- | --- |
| LP   | 1974年12月20日 | ETP-72001  | 東芝EMI                   | オリジナル発売日。 |
| CT   | 1974年12月20日 | ZA-1532    | 東芝EMI                   | |
| CD   | 2011年01月21日 | TOCT-27046 | EMIミュージック・ジャパン | 【初CD化】※完全限定生産盤 2011年デジタルリマスタリング/紙ジャケット仕様。 歌詞（詩）カードの歌詞（詩）掲載ページがオリジナルレコード盤では白地だったが、薄グレー地になっている。 一度生産終了後、2016年2月24日に同一規格で1970年代のアルバム10作がアンコール・プレス。 |